# Winthemia dasyops
Winthemia dasyops är en tvåvingeart som först beskrevs av Christian Rudolph Wilhelm Wiedemann 1824.  Winthemia dasyops ingår i släktet Winthemia och familjen parasitflugor. Inga underarter finns listade i Catalogue of Life.